# Club Atlético Boca Juniors 1914
Questa voce raccoglie le informazioni riguardanti il Boca Juniors nelle competizioni della stagione 1914.

## Stagione
Alla carica di presidente della institución del Boca Juniors, al posto di Bricchetto (in carica dal 1910 e considerato il "padre spirituale" del Boca Juniors), viene eletto Santiago Sana, ex-giocatore del Boca nei suoi primi anni, oltre che segretario e autore di un vero e proprio "diario" in cui si raccontano le vicende societarie della squadra agli albori della sua storia.
Il nuovo presidente si trova subito ad affrontare una situazione societaria piuttosto seria, derivante essenzialmente dalla mancanza di un proprio terreno di gioco che rispetti i requisiti imposti dalla AFA per ospitare gare della Primera División. Il Boca non può sostenere un'altra stagione in Primera senza una sua cancha: la stagione precedente era stata disputata giocando le proprie partite casalinghe nei terreni di gioco delle altre squadre. Per risolvere tale situazione, il presidente Sana e la dirigenza decidono dunque di affittare un terreno di proprietà di un socio del Boca, Rafael Cacace (con un canone mensile di 200 pesos al mese) nel quartiere di Wilde, ovvero in una zona completamente fuori dal "barrio" de La Boca, addirittura fuori dai confini di quella che era a quei tempi l'estensione di Buenos Aires. La scelta è sofferta e contrastata da una gran parte dei tifosi, tanto che 1200 soci sui 1500 totali non accettano la scelta di abbandonare il quartiere di origine e smettono di pagare la propria quota societaria annuale, abbandonano di fatto la società. La stagione viene quindi disputata in questo terreno di gioco nel barrio di Wilde, ma la mancanza di sostegno in questa cancha da parte dei propri tifosi, nonché il bisogno di recuperare i soci che hanno abbandonato la compagine societaria, costringono immediatamente Sana e i suoi dirigenti a ritornare sui propri passi. Il ritorno nel quartiere di origine avverrà però soltanto nel maggio 1916.
La situazione societaria non ha certamente aiutato nell'organizzazione della squadra. La "bandiera" Pedro Calomino, dopo un duro scontro con la dirigenza, lascia il Boca Juniors dopo avervi militato fin dalle giovanili (ritornerà comunque con gli Xeneizes nel 1916). Ma oltre a Calomino se ne va anche l'affidabile portiere Virtù Bidone, costringendo il Boca a schierare tra i pali il giovane Juan Bruzán, che nella stagione precedente aveva giocato soltanto una partita (oltretutto da attaccante). Fortunatamente il reparto difensivo rimane quasi inalterato, con gli affidabili Garibaldi e Lamelas (torna al Boca Juniors anche Máximo Pieralini). Nonostante le difficoltà e il duro colpo subito dal grave infortunio del difensore Juan Garibaldi all'11º turno di campionato (un infortunio che metterà una seria ipoteca alla sua carriera), il Boca chiude la Copa Campeonato al terzo posto in classifica, anche grazie all′apporto dei nuovi acquisti Adolfo Montero (proveniente dal Comercio) e dell′uruguaiano Juan Delgado. Per il momento non si può competere con il Racing Club: La Academia vince il suo secondo titolo consecutivo rimanendo imbattuta per tutto il campionato.
Nella Copa Competencia è lo stesso Racing a spegnere i sogni di gloria degli Xeneizes agli ottavi di finale.

### Superclásico
Il 25 ottobre 1914, alla 13ª giornata della Copa Campeonato, il Boca Juniors affronta il River Plate nel 2° Superclásico in gare ufficiali (è il 4° considerando anche le amichevoli). Finisce 0-0 ed è il primo pareggio tra le due rivali in gare ufficiali.

## Maglie e sponsor
| 1ª divisa |

## Rosa
| N. |                      | Ruolo | Calciatore         |
| -- | -------------------- | ----- | ------------------ |
| -- | Argentina (bandiera) | P     | Juan Bruzán        |
| -- | Argentina (bandiera) | D     | Juan Garibaldi     |
| -- | Argentina (bandiera) | D     | Horacio Lamelas    |
| -- | Argentina (bandiera) | D/C   | Máximo Pieralini   |
| -- | Argentina (bandiera) | D     | Atilio Sana        |
| -- | Argentina (bandiera) | C     | Carlos Capellini   |
| -- | Argentina (bandiera) | C     | Romeo Corvetto     |
| -- | Uruguay (bandiera)   | C     | Juan Delgado       |
| -- | Argentina (bandiera) | C     | Luis Giardini      |
| -- | Argentina (bandiera) | C     | Policarpo Martínez |
| -- | Argentina (bandiera) | C     | Marcelino Vergara  |

| N. |                      | Ruolo | Calciatore         |
| -- | -------------------- | ----- | ------------------ |
| -- | Argentina (bandiera) | A     | Donato Abbatángelo |
| -- | Argentina (bandiera) | A     | Orlando Bergalli   |
| -- | Argentina (bandiera) | A     | Enrique Bertolini  |
| -- | Argentina (bandiera) | A     | Isidoro Cotero     |
| -- | Argentina (bandiera) | A     | A. Dávila          |
| -- | Argentina (bandiera) | A     | Roberto De Pietri  |
| -- | Argentina (bandiera) | A     | J. Duboise         |
| -- | Argentina (bandiera) | A     | Francisco Fuentes  |
| -- | Argentina (bandiera) | A     | Adolfo Montero     |
| -- | Uruguay (bandiera)   | A     | Ángel Romano       |
| -- | Argentina (bandiera) | A     | Francisco Taggino  |

## Calciomercato

### Operazioni esterne alle sessioni
| D/C | Máximo Pieralini  |
| D   | Atilio Sana       |
| C   | Romeo Corvetto    |
| C   | Juan Delgado      |
| A   | Isidoro Cotero    |
| A   | A. Dávila         |
| A   | Roberto De Pietri |
| A   | J. Duboise        |
| A   | Francisco Fuentes |
| A   | Adolfo Montero    |

| P | Juan Virtù Bidone   |
| D | Octavio Cichero     |
| C | Miguel Elena        |
| C | Alfredo Frattini    |
| C | Marcos Mayer        |
| C | Juan Priano         |
| C | Rodolfo Raddavero   |
| C | Miguel Valentini    |
| A | Pedro Calomino      |
| A | Daniel Caso         |
| A | Bartolomé Chiappori |
| A | Juan Gelmi          |
| A | Martín González     |
| A | Arnulfo Leal        |
| A | Antonio Lodeiro     |
| A | Marcos Micetich     |
| A | Américo Repetto     |
| A | Atilio Somovigo     |

## Risultati

### Copa Campeonato
Dopo la disputa di 7 giornate, il Ferrocarril Sud si è sciolto. Le partite giocate contro tale squadra fino a quel momento sono state annullate.
| Arbitro: | Gil |

|                |           |                                                         |
| Raúl López 25’ | Marcatori | 43’ Bertolini 54’ Abbatángelo 65’ Bertolini 75’ Taggino |

| Arbitro: | Gil |

|                 |           |              |
| E. Pieretti 19’ | Marcatori | 14’ Martínez |

| Arbitro: | Gil |

|                         |           |                                                  |
| E. Deandreis 60’ (rig.) | Marcatori | 10’ Abbatángelo 40’ (rig.) Garibaldi 80’ Taggino |

| Buenos Aires 21 maggio 1914 4ª giornata | Huracán   | 0 – 0 referto | Boca Juniors | \| Arbitro: \| Mc Carthy \| |
| Arbitro:                                | Mc Carthy |               |              |                             |

| Buenos Aires 24 maggio 1914 5ª giornata | Platense   | 0 – 0 referto | Boca Juniors | \| Arbitro: \| Lambrechts \| |
| Arbitro:                                | Lambrechts |               |              |                              |

| Arbitro: | Rolón |

|                                                                                             |           |  |
| Cotero 20’ Abbatángelo 31’ Lamelas 33’ Abbatángelo 46’ Cotero 85’ Pieralini 86’ Taggino 90’ | Marcatori |  |

| Arbitro: | Guassoni |

|                                                  |           |  |
| Bertolini 25’ Bertolini 31’ Garibaldi 57’ (rig.) | Marcatori |  |

| Arbitro: | Gil |

|               |           |             |
| Bertolini 25’ | Marcatori | 17’ Querido |

| Arbitro: | Mc Carthy |

|            |           |                               |
| Laguna 22’ | Marcatori | 19’ Bertolini 80’ Abbatángelo |

| Arbitro: | Alfano |

|  |           |                                                        |
|  | Marcatori | 7’ Hospital 24’ Ohaco 37’ Canaveri 40’ Ohaco 77’ Ohaco |

| Arbitro: | Gil |

|              |           |                      |
| Vignoles 57’ | Marcatori | 12’ (rig.) Garibaldi |

| Arbitro: | Gil |

|  |           |            |
|  | Marcatori | 74’ Marini |

| Arbitro: | Vaccarezza |

|             |           |  |
| Taggino 73’ | Marcatori |  |

| Buenos Aires 25 ottobre 1914 13ª giornata | River Plate | 0 – 0 referto | Boca Juniors | \| Arbitro: \| Gil \| |
| Arbitro:                                  | Gil         |               |              |                       |

### Copa de Competencia Jockey Club

#### Prima fase
| Arbitro: | Lambrechts |

|            |           |                           |
| Bedoya 75’ | Marcatori | 25’ Montero 65’ Bertolini |

Con la vittoria contro il Banfield, il Boca Juniors si è qualificato agli Ottavi di finale della Copa Competencia

#### Ottavi di finale
| Arbitro: | Alfano |

|  |           |                                                          |
|  | Marcatori | 4’ Ohaco 28’ Marcovecchio 55’ Perinetti 85’ Marcovecchio |

Con la netta sconfitta contro il Racing Club, il Boca Juniors è stato eliminato dalla Copa Competencia.

## Statistiche

### Statistiche di squadra
| Competizione     | In casa | In casa | In casa | In casa | In casa | In casa | In trasferta | In trasferta | In trasferta | In trasferta | In trasferta | In trasferta | Totale | Totale | Totale | Totale | Totale | Totale | DR |
| Competizione     | G       | V       | N       | P       | Gf      | Gs      | G            | V            | N            | P            | Gf           | Gs           | G      | V      | N      | P      | Gf     | Gs     | DR |
| ---------------- | ------- | ------- | ------- | ------- | ------- | ------- | ------------ | ------------ | ------------ | ------------ | ------------ | ------------ | ------ | ------ | ------ | ------ | ------ | ------ | -- |
| Copa Campeonato  | 6       | 3       | 1       | 2       | 12      | 7       | 8            | 3            | 5            | 0            | 11           | 5            | 14     | 6      | 6      | 2      | 23     | 12     |    |
| Copa Competencia | 1       | 0       | 0       | 1       | 0       | 4       | 1            | 1            | 0            | 0            | 2            | 1            | 2      | 1      | 0      | 1      | 2      | 5      |    |
| Totale           | 7       | 3       | 1       | 3       | 12      | 11      | 9            | 4            | 5            | 0            | 13           | 6            | 16     | 7      | 6      | 3      | 25     | 17     | +8 |

### Statistiche individuali
| Giocatore      | Copa Campeonato | Copa Campeonato | Copa Campeonato | Copa Campeonato | Copa Competencia | Copa Competencia | Copa Competencia | Copa Competencia | Totale   | Totale | Totale      | Totale     |
| Giocatore      | Presenze        | Reti            | Ammonizioni     | Espulsioni      | Presenze         | Reti             | Ammonizioni      | Espulsioni       | Presenze | Reti   | Ammonizioni | Espulsioni |
| -------------- | --------------- | --------------- | --------------- | --------------- | ---------------- | ---------------- | ---------------- | ---------------- | -------- | ------ | ----------- | ---------- |
| D. Abbatángelo | 12              | 5               | 0               | 0               | 2                | 0                | 0                | 0                | 14       | 5      | 0           | 0          |
| O. Bergalli    | 2               | 0               | 0               | 0               | 0                | 0                | 0                | 0                | 2        | 0      | 0           | 0          |
| E. Bertolini   | 14              | 6               | 0               | 0               | 2                | 1                | 0                | 0                | 16       | 7      | 0           | 0          |
| J. Brúzan      | 14              | 0               | 0               | 0               | 2                | 0                | 0                | 0                | 16       | 0      | 0           | 0          |
| C. Capellini   | 12              | 0               | 0               | 0               | 2                | 0                | 0                | 0                | 14       | 0      | 0           | 0          |
| R. Corvetto    | 1               | 0               | 0               | 0               | 0                | 0                | 0                | 0                | 1        | 0      | 0           | 0          |
| I. Cotero      | 7               | 2               | 0               | 0               | 1                | 0                | 0                | 0                | 8        | 2      | 0           | 0          |
| A. Dávila      | 2               | 0               | 0               | 0               | 0                | 0                | 0                | 0                | 2        | 0      | 0           | 0          |
| J. Delgado     | 7               | 0               | 0               | 0               | 1                | 0                | 0                | 0                | 8        | 0      | 0           | 0          |
| R. De Pietri   | 2               | 0               | 0               | 0               | 0                | 0                | 0                | 0                | 2        | 0      | 0           | 0          |
| J. Duboise     | 1               | 0               | 0               | 0               | 0                | 0                | 0                | 0                | 1        | 0      | 0           | 0          |
| F. Fuentes     | 2               | 0               | 0               | 0               | 0                | 0                | 0                | 0                | 2        | 0      | 0           | 0          |
| J. Garibaldi   | 12              | 3               | 0               | 0               | 2                | 0                | 0                | 0                | 14       | 3      | 0           | 0          |
| L. Giardini    | 1               | 0               | 0               | 0               | 0                | 0                | 0                | 0                | 1        | 0      | 0           | 0          |
| H. Lamelas     | 11              | 1               | 0               | 0               | 2                | 0                | 0                | 0                | 13       | 1      | 0           | 0          |
| P. Martínez    | 4               | 1               | 0               | 0               | 1                | 0                | 0                | 0                | 5        | 1      | 0           | 0          |
| A. Montero     | 8               | 0               | 0               | 0               | 1                | 1                | 0                | 0                | 9        | 1      | 0           | 0          |
| M. Pieralini   | 8               | 1               | 0               | 0               | 2                | 0                | 0                | 0                | 10       | 1      | 0           | 0          |
| Á. Romano      | 8               | 0               | 0               | 0               | 1                | 0                | 0                | 0                | 9        | 0      | 0           | 0          |
| A. Sana        | 3               | 0               | 0               | 0               | 0                | 0                | 0                | 0                | 3        | 0      | 0           | 0          |
| F. Taggino     | 14              | 4               | 0               | 0               | 2                | 0                | 0                | 0                | 16       | 4      | 0           | 0          |
| M. Vergara     | 9               | 0               | 0               | 0               | 1                | 0                | 0                | 0                | 10       | 0      | 0           | 0          |